# Perl Compatible Regular Expressions
Perl Compatible Regular Expressions (em inglês: Expressões Regulares Compatíveis com Perl), também conhecida pela sigla PCRE, é uma biblioteca escrita para linguagem C que implementa expressões regulares inspirada na interface externa do Perl. A sintaxe da PCRE é mais poderosa e flexível que as implementações POSIX e muitas outras bibliotecas tradicionais. O nome não é exatamente correto, uma vez que o PCRE só é compatível com Perl se considerada uma pequena parte de sua implementação e parte da implementação das expressões regulares do Perl.
A biblioteca PCRE foi incorporada em inúmeros programas de código aberto, como o servidor web Apache e as linguagens de script PHP e R. A partir da versão 5.9.4 do Perl, a PCRE passou a ser utilizada como a biblioteca de expressão regular do próprio Perl.
A biblioteca foi escrita em ANSI C e é portável, podendo ser compilada em Unix, Windows e outros ambientes, e várias configurações podem ser definidas no momento da compilação. O pacote de distribuição inclui, além da biblioteca PCRE, um encapsulamento POSIX C e outro para C++ escrito pelo Google, vários programas de teste e um utilitário de nome pcregrep.